# メドフォード (マサチューセッツ州)
メドフォード（英: Medford）は、アメリカ合衆国マサチューセッツ州のミドルセックス郡にある都市。人口は5万9659人（2020年）。ボストンの北西8キロメートルのミスティック川沿いに位置している。市内には名門私立のタフツ大学がある。

## 歴史

### 1600年代
メドフォードは1630年に、チャールズタウンの一部として入植された。植民地総督を務めたトマス・ダドリーがそこを「ミスティック」と呼び、それが長く続いたが、その後ダドリーの仲間が「メドフォード」と改名した。1634年、ミスティック川より北の土地が元総督のマシュー・クラドックの私有プランテーションとなり、その対岸がマサチューセッツ湾植民地総督ジョン・ウィンスロップに属するテンヒルズ農園だった。「メドフォード」という名前はミスティック川の「浅瀬（フォード）傍にある草地（メドウ）」を表したもの、あるいはクラドックが知っていた可能性のあるイングランドの地名、すなわちスタッフォードシャーのケイバーズウォールに近いメイフォードあるいはメットフォードの小集落であるか、現在ノーサンプトンシャーのトウスターとなっているメイドフォードあるいはメドフォードのパリッシュからという説がある。
1637年、ミスティック川に架かる最初の橋（有料橋）が、現在クラドック橋が架かる場所に建設され、メインストリートからメドフォード広場に入った。1787年までこの橋がミスティック川に架かる唯一の橋だったので、北からボストンに入る交通の主要ルートとなった。同時代には渡し船も使われ、浅瀬による渡河も行われていた。この橋は1880年と1909年にも付け替えられた。
1656年まで、メドフォードの北部は全てクラドックとその承継者、あるいはエドワード・コリンズが所有していた。メドフォードは「特別な」あるいは私有プランテーションとして統治された。土地が異なる一族の数人の間で分けられるようになると、新しい所有者は会合を開いて決断を行うようになり、チャールズタウンのタウンミーティングとは次第に独立した形になった。1674年、町政委員会が選出され、1684年、植民地議会が独立して金を集めることを承認し、さらに1689年、議会への代議員が選出された。町は1690年に独自の宗教集会所を所有し、1696年には平信徒の集会所を持った。

### 1700年代と1800年代
ミスティック川より南の土地は「ミスティック・フィールド」と呼ばれていた。そこは1754年にチャールズタウンからメドフォードに移管された。この譲渡には「チャールズタウン・ウッドロッツ」（ミドルセックス・フェルズのメドフォード側）を含み、当時ウーバン（現在のウィンチェスター）であった場所の一部も入っていた。メドフォードの一部が、1811年にチャールズタウンに、1850年にウィンチェスターに（「アッパーメドフォード」）、1879年にモールデンに渡された。さらにモールデンから（1817年）、エバレットから（1875年）、再度モールデンから（1877年）一部がメドフォードに渡された。
メドフォードの人口は1700年の230人から、1800年には1,114人になっていた。1880年以後に人口が急増し、1900年には18,244人に達していた。1840年代と1850年代から農地が区画に分けられ、住宅や商業施設を建てるために売られた。政府サービス（学校、警察、郵便）が人口と共に拡大され、技術の進歩（ガス灯、電気、電話、鉄道）が普及してきた。タフツ大学は1852年に認証され、タフツのクレイン神学校が1869年に開校された。
メドフォードは1892年に市として法人化された。レンガ、タイル、ラム酒、メドフォード・クラッカーズ、クリッパー船、の製造など、工業の中心になった。クリッパー船のホワイトスワローとキングフィッシャーはどちらもヘイデン & カドワースで建造された。

### 交通
17世紀、一握りの公道（ハイ通り、メインストリート、セイラム通り、「ストーナムへの道路」、サウス通り）が住民に使われていたが、道路網は18世紀に長期の拡張を始めた。メドフォード・ターンパイク会社が1803年に法人化されたが、1866年に現在のミスティック・アベニューを市に渡した。アンドーバー・ターンパイク会社が1805年に法人化されたが、現在のフォレスト通りとフェルズウェイ・ウェストを1830年にメドフォード市に渡した。
その他主要な商業流通プロジェクトには1803年のミドルセックス運河、1830年代のウェストメドフォードに通ったボストン・アンド・ローウェル鉄道、1847年にメドフォードセンターまで伸びたボストン・アンド・メイン鉄道があった。
馬が曳く路面鉄道が1860年にサマービルとチャールズタウンで運行を始めた。路面鉄道のネットワークは様々な民間会社の手で拡張され、1890年代には電化され、エバレットやボストン中心街へのトロリーが利用できるようになった。路面電車は20世紀にバスに転換された。州間高速道路93号線が1956年から1963年の間に建設された。

### マイマイガ
1868年、フランスの天文学者かつ博物学者エティエンヌ・レオポール・トルーヴェロが、マイマイガを使ってより良い蚕を育てようとしていた。蛾の幾つかが、マートル通り27にあったその家から逃げ出した。それから10年の間に、この蛾が近隣の植生を裸にしてしまった。それが北アメリカに広がった
。

### 休日の歌
19世紀、ハイ通りの酒場や寄宿舎（シンプソンの酒場）で、地元住民ジェイムズ・ピアポントが、メドフォードからモールデンまでの橇のレースを見た後に『ジングルベル』を書いた。別の地元住民リディア・マリア・チャイルド（1802年-1880年）が町を通って祖父母の家に行った時に詩を書いて、それが古典的な歌『Over the River and Through the Wood』になった。

### その他の著名な事項

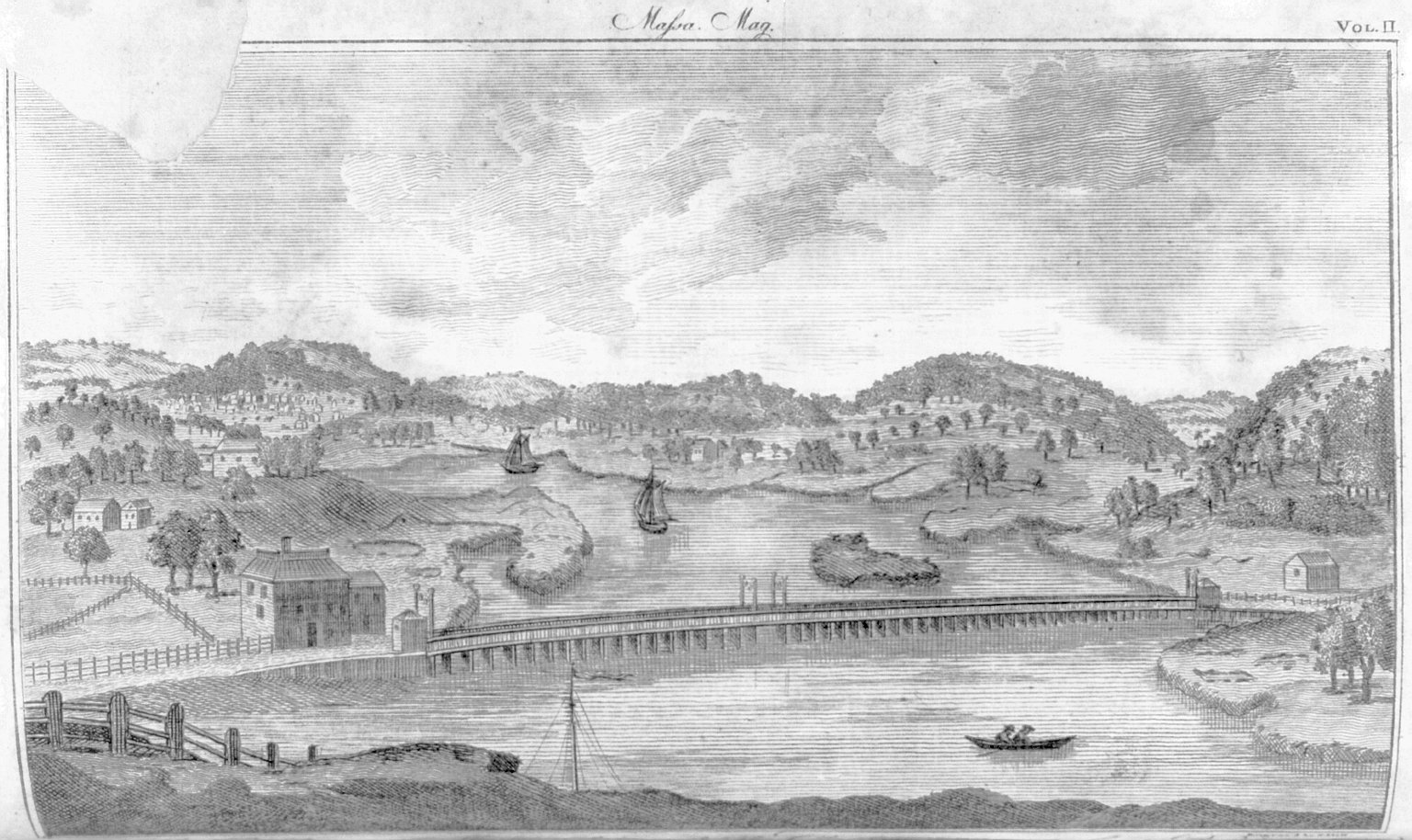
1790に描かれたバンカーヒルからミスティック川に架かる「モールデン橋」の絵、メドフォードが背景にある

メドフォードは世界でも最大級に有名な料理本の作者ファニー・ファーマーの出身地である。ジェイムズ・プリンプトンは1863年に四輪のローラースケートを発明した者とされており、アメリカ合衆国やヨーロッパに急速に広まったローラースケートブームを作った。
ジョージ・ルーサー・スターンズは工業資本家であり、ジョン・ブラウンの秘密の6人の1人だった。奴隷制度廃止運動に対するその情熱が彼の人生を形作り、エイブラハム・リンカーンやラルフ・ワルド・エマーソンのような者達と接触するようになり、雑誌「ネイション」を発刊させることになった。マサチューセッツ州知事ジョン・アンドリューから少佐に任官され、南北戦争中の大半はマサチューセッツ第54歩兵連隊や同第55連隊、第5騎兵隊の徴兵活動に費やした。
女性飛行士アメリア・イアハートは1925年にソーシャルワーカーとして働いている時にメドフォードに住んだ。
エリザベス・ショートはボストン市の最南部地区であるハイドパークで生まれ、メドフォードで育ち、名声を求めて西海岸に行った。1947年、ショートはハリウッドで殺人事件の被害者となり、ブラック・ダリア事件と呼ばれるようになった。この事件を元に小説や映画が作られた。
ピーター・タフツの家（リバーサイド・アベニュー350）は、ニューイングランドで最古の全てレンガで作られた家だと考えられている。著名なブルックス家が所有していた奴隷の「ポンプ」がグローブ通りに建てた「奴隷の壁」は重要な場所である。ハーバード・ロー・スクール設立者の一人アイザック・ロイヤル・ジュニアが所有していたアイザック・ロイヤル・ハウスは、アメリカ合衆国国定歴史建造物に指定され、地元の歴史博物館になっている。この家はジョージ・ワシントンやジョン・スタークなどアメリカ独立戦争のときに大陸軍の士官が使った。
メドフォードからナショナルホッケーリーグには多くの選手を送り出している。ショーン・ベイツはメルローズで生まれメドフォードで育った。キース・トカチャク、マイク・モリソン、デイビッド・サッコ、ジョー・サッコも同様である。メジャーリーグベースボールのボストン・レッドソックスで元投手だったビル・モンブーケットはメドフォードで育った。
実業家、慈善事業家であり、ブルームバーグ社を創設したマイケル・ブルームバーグはメドフォードの出身である。メドフォード高校に入り、ジョンズ・ホプキンス大学を卒業した後までメドフォードに住んだ。2002年から2013年までニューヨーク市長を務めた。ブルームバーグの母は2011年に死去するまでメドフォードに住んでいた。
アメリカ合衆国で唯一の羊膜幹細胞の精子バンクがメドフォードにあり、ジウセッペ・シモニが率いるバイオテクノロジー企業のバイオセル・センターが建設した。

### メドフォードと法律
- メドフォード警察とメトロポリタン地区委任警察の警官数人が、1980年に世界史の中でも最大級の銀行強盗と宝石強盗を行い、メモリアルデイの週末にデポジターズ・トラスト銀行を襲った。著作『警官が強盗: 警官腐敗の有罪となった警官の真の話』はこの事件に基づいたものである。メドフォード広場ハイ通り55にあるサルバトアのレストランは、強盗に入られた銀行と一部同じ場所にある。このレストランの個人的食堂は入り口に銀行の金庫室の扉を使っており、強盗が這って入った天井隅の穴は懐旧のために残してある。
- サマービルのアイルランド人ジョー・ノタランゲリのウィンターヒル・ギャングによる暴徒処刑は、メドフォード広場の「ピューターポット」カフェ、現在の「ライトハウス・カフェ」で起こった[22]。
- 1989年10月、メドフォードのギルド通りにある家で、マフィアの入会式をFBIが記録した。

## 地理
メドフォード市は北緯42度25分12秒 西経71度6分29秒 / 北緯42.42000度 西経71.10806度 (42.419996, −71.107942)に位置している。
アメリカ合衆国国勢調査局に拠れば、市域全面積は8.6平方マイル (22 km2)であり、このうち陸地8.1平方マイル (21 km2)、水域は0.5平方マイル (1.3 km2)で水域率は5.79%である。
ミドルセックス・フェルズ貯水池と呼ばれる公園が北にあり、一部市域に入っている。この広さ2,060エーカー (8 km²) の池は、ウィンチェスター、ストーナムの各町、メルローズとモールデン各市と共有している。ミスティック川は市の中央を西から南東に流れている。

### 地区
- ウェストメドフォード
- フルトンハイツ（ノースメドフォード）
- ウェリントン/グレンウッド
- サウスメドフォード
- メドフォードヒルサイド
- セントラルメドフォード
  - タフツ大学（セントラルメドフォードとサウスメドフォードにあり、市域とほとんど一体である）[24]
- ローレンス・エステイツ

## 人口動態
以下は2000年国勢調査による人口統計データである。
| 基礎データ - 人口: 55,765 人 - 世帯数: 22,067 世帯 - 家族数: 13,505 家族 - 人口密度: 2,645.1人/km2（6,851.3 人/mi2） - 住居数: 22,687 軒 - 住居密度: 1,076.1軒/km2（2,787.3 軒/mi2） 人種別人口構成 - 白人: 86.45% - アフリカン・アメリカン: 6.10% - ネイティブ・アメリカン: 0.11% - アジア人: 3.87% - 太平洋諸島系: 0.03% - その他の人種: 1.14% - 混血: 2.30% - ヒスパニック・ラテン系: 2.59% 年齢別人口構成 - 18歳未満: 17.9% - 18-24歳: 11.0% - 25-44歳: 32.6% - 45-64歳: 21.2% - 65歳以上: 17.3% - 年齢の中央値: 38歳 - 性比（女性100人あたり男性の人口） - 総人口: 88.2 - 18歳以上: 85.2 | 世帯と家族（対世帯数） - 18歳未満の子供がいる: 23.6% - 結婚・同居している夫婦: 45.6% - 未婚・離婚・死別女性が世帯主: 11.8% - 非家族世帯: 38.8% - 単身世帯: 28.7% - 65歳以上の老人1人暮らし: 12.4% - 平均構成人数 - 世帯: 2.43人 - 家族: 3.04人 収入と家計 - 収入の中央値 - 世帯: 52,476米ドル - 家族: 62,409米ドル - 性別 - 男性: 41,704米ドル - 女性: 34,948米ドル - 人口1人あたり収入: 24,707米ドル - 貧困線以下 - 対人口: 6.4% - 対家族数: 4.1% - 18歳未満: 5.7% - 65歳以上: 7.4% |

市内にはアイルランド系アメリカ人の比率が高く、市域のあらゆる地域に住んでいる。多くある地区の中でも最も裕福なウェストメドフォードはかつて、ボストンのエリート家族の拠点であった。その中には植民地以後のアメリカで最も裕福な者であり、チャールズ・フランシス・アダムズの義父だったピーター・チャードン・ブルックスがいた。また南北戦争の頃には歴史的なアフリカ系アメリカ人の地区があった 。

## 教育
小学校
公立
- クリストファー・コロンブス小学校
- ブルックス小学校
- ジョン・J・マグリン小学校
- ミルトン・フラー・ロバーツ小学校

私立（非宗教系）
- エリオット・ピアソン子供学校（就学前から2年生）[28]
- ジェントル・ドラゴン・プレスクール（就学前）[29]
- メリー・ゴー・ラウンド・ナースリー学校（就学前）
- プレイ・アカデミー学習センター（就学前、幼稚園）[30]
- オークランド公園子供センター（就学前）
- シックスエーカーズ・ナースリー学校（就学前、幼稚園、非宗教系だが、メドフォード・ユダヤ・コミュニティセンターを通じて運営）[31]

私立（宗教系）
- セントジョセフズ（幼稚園から8年生）[32]
- セントクレメンツ（幼稚園から6年生）[33]
- セントラファエルズ（幼稚園から8年生）[34]

中学校
- ジョン・J・マグリン中学校
- メイドライン・ダガー・アンドリューズ中学校

高校
公立
- メドフォード高校
- メドフォード職業訓練高校
  - マスコット: マスタング

私立（宗教系）
- セントクレメンツ高校（7年生から12年生）

カレッジ
私立
- タフツ大学

その他の教育機関
私立
- ボストン日本語学校[35][36]

## 政治
| 民主党   | 16,588 | 46.80% |
| 共和党   | 2,610  | 7.36%  |
| 無党派   | 16,054 | 45.29% |
| 少数政党 | 193    | 0.54%  |
| 合計     | 35,445 | 100%   |

## メディア

### 印刷物
- 「メドフォード・トランスクリプト」[38]
- 「メドフォード・デイリー・マーキュリー」

### テレビなど
- メドフォード・コミュニティ・ケーブルテレビジョン, Inc.[39]
- メドフォード・ケーブル・ニューズ
- メドフォード・パッチ、AOLが発行[40]
- メイド・イン・メドフォード[41]

ケーブルテレビでは公共、教育、政府アクセスで3つのチャンネルがある。

## 交通

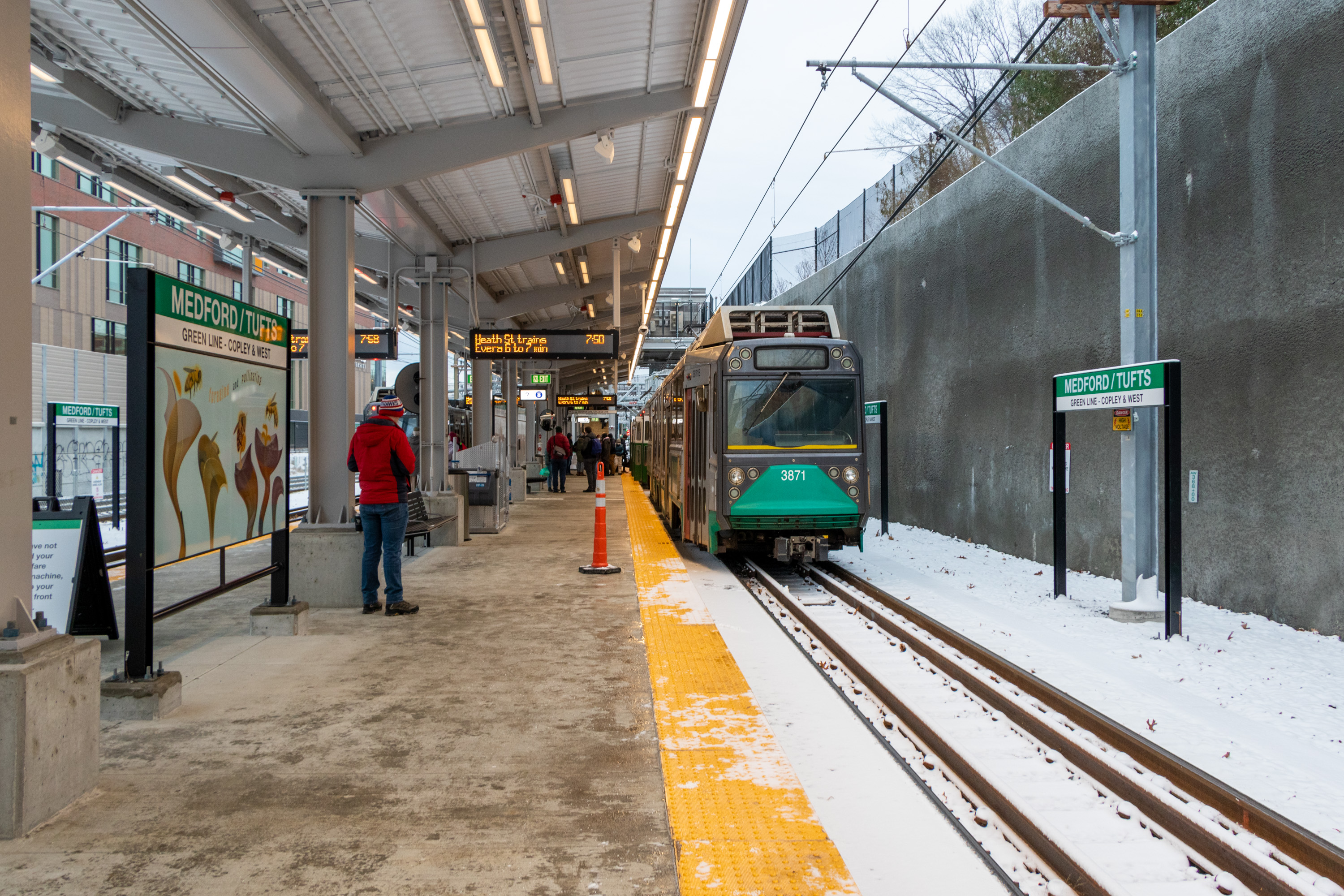
メドフォード/タフツ駅

マサチューセッツ湾交通局の多くのバス路線市内を通っている。市内東部にはオレンジラインのウェリントン駅があり、ボストンや高速輸送システムと接続している。西側にはローウェル通勤鉄道線がウェストメドフォード広場に停まる。
2009年、州政府はグリーンライン延伸（en:Green Line Extension）を承認した。2022年、グリーンラインは「メドフォード/タフツ駅」まで延伸された。この駅はタフツ大学に隣接している。計画では「ミスティック・バレー駅」まで延伸される予定である 。
ジョセフズ・リムジーン・アンド・トランスポーテーションが市内のバス路線を運行しており、ボストン大都市圏あるいは州外に行く旅客を拾うこともしている。
州間高速道路93号線は市内をほぼ南北に通っている。その他州道16号線、同28号線、同38号線、同60号線が市内を通っている。

## 見どころ

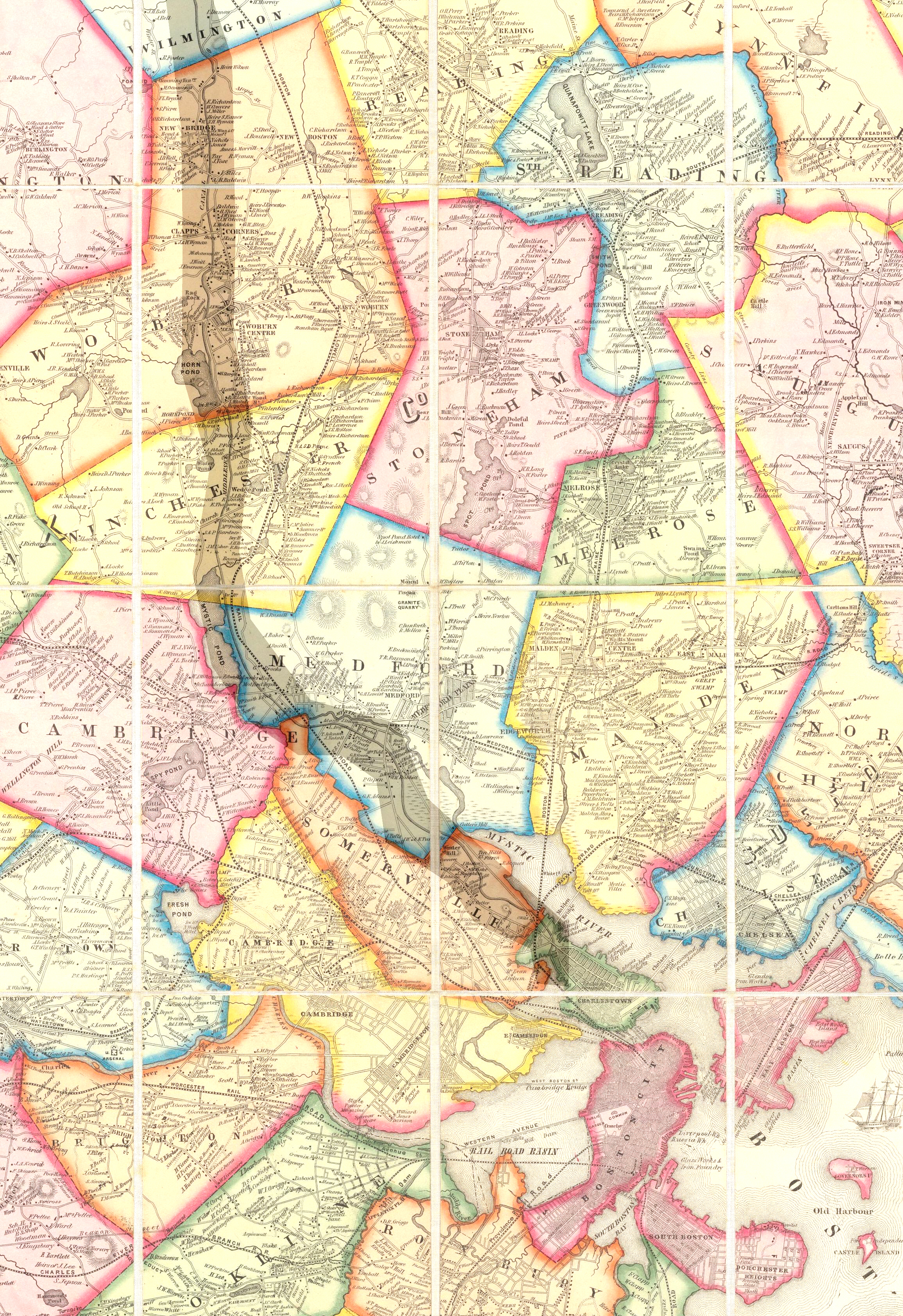
1852年のボストン周辺図、メドフォード市と鉄道線が見られる

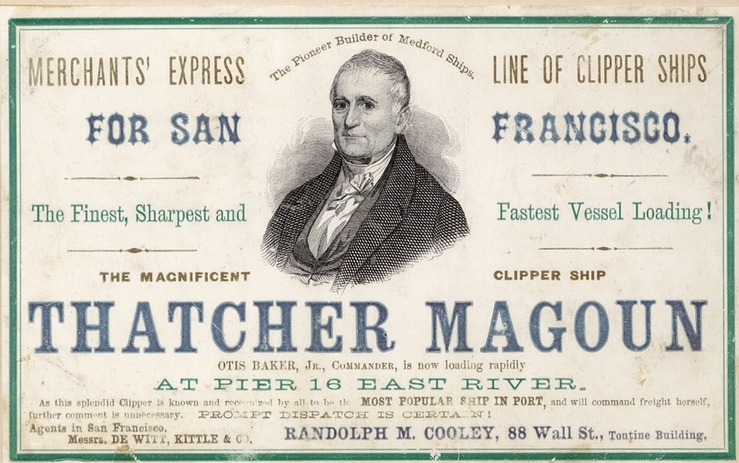
クリッパー船サッチャー・マギョン

- タフツ大学: タフツ大学のキャンパスは主にメドフォードにあるが、サマービルとの市境も通っている。大学は地元住民を多く雇用し、特にレナード・カーマイケル協会やジョナサン・M・ティッシュ・カレッジ・オブ・シティズンシップ・アンド・パブリックサービスを通じて運営される多くの地域社会サービスを行っている。特に後者はタフツ大学のある社会での公共サービスを強調している
- アイザック・ロイヤル・ハウス、1692年の家屋、非営利博物館として運営されている
- ユニタリアン・ユニバーサリストのメドフォード教会、1690年以来ある市内初の宗教社会
- アメリア・イアハートの住居、ブルックス通り76
- ジョン・ウェイド邸、1784年建設、1975年アメリカ合衆国国家歴史登録財に指定
- ファニー・ファーマーの家があった場所、パリス通りとセイラム通りの角
- グランドファーザーの家
- グレース・エピスコパル教会、ヘンリー・ホブソン・リチャードソンの設計
- 重力研究基金、タフツ大学の記念碑
- ヘンリー・ブラドリー・ジュニア邸
- ジングルベルの歴史標識、ハイ通り
- セイラム通り埋葬所
- アメリカ合衆国郵便局メドフォード本局、歴史ある1937年の建物

## 著名な出身者
- ジェシカ・ビール、女優、タフツ大学に出席している時にメドフォードに住んだ
- マイケル・ブルームバーグ、実業家、ニューヨーク市長（2002年-2013年）[43]
- メアリー・カルー、陸上競技選手、オリンピック金メダリスト、メドフォード生まれ
- テリ・リン・キャリントン、ジャズのドラマー
- アメリア・イアハート、初期の女流飛行機乗り、カンザス州で生まれ、若い時にメドフォードに住んだ
- ジョン・ナッシュ、数学者、プリンストン大学教授、 ノーベル経済学賞
- マイク・パグリアルーロ、メジャーリーグベースボール選手、埼玉西武ライオンズにも在籍
- ルース・ポッセルト、ヴァイオリニスト
- クロード・シャノン、科学者、情報理論の父、データ転送の考案者[44]
- クリフォード・シャル、物理学者、ノーベル物理学賞
- エリザベス・ショート - 全米で有名な未解決事件であるブラック・ダリア事件の被害者。出身はボストンだが、3歳から高校中退(殺害の5年前)まで同地で暮らした。